# Magyarkeresztúr, Győr-Moson-Sopron
Magyarkeresztúr  este un sat în districtul Csorna, județul Győr-Moson-Sopron, Ungaria, având o populație de 440 de locuitori (2011). 

## Demografie
Componența etnică a satului Magyarkeresztúr
     Maghiari (100%)
Componența confesională a satului Magyarkeresztúr
     Romano-catolici (46,82%)
     Luterani (24,77%)
     Fără religie (4,09%)
     Necunoscută (24,32%)
Conform recensământului din 2011, satul Magyarkeresztúr avea 440 de locuitori. Din punct de vedere etnic, majoritatea locuitorilor (100,0%) erau maghiari. Nu există o religie majoritară, locuitorii fiind romano-catolici (46,82%), luterani (24,77%) și persoane fără religie (4,09%). Pentru 24,32% din locuitori nu este cunoscută apartenența confesională.